# Decapitatus flavidus
Decapitatus flavidus är en svampart som först beskrevs av Mordecai Cubitt Cooke, och fick sitt nu gällande namn av Redhead & Seifert 2000. Decapitatus flavidus ingår i släktet Decapitatus och familjen Mycenaceae.   Inga underarter finns listade i Catalogue of Life.